# Gerrardanthus
Gerrardanthus es un género con doce especies de plantas con flores perteneciente a la familia Cucurbitaceae. 

## Especies seleccionadas
| - Gerrardanthus aethiopicus Chiov. - Gerrardanthus grandiflorus Gilg ex Cogn. - Gerrardanthus lobatus (Cogn.) C.Jeffrey - Gerrardanthus macrorhizus Harv. ex Benth. & Hook.f. - Gerrardanthus megarhizus Decne. & Harv. - Gerrardanthus nigericus Hutch. & Dalziel - Gerrardanthus paniculatus Cogn. - Gerrardanthus parviflorus Cogn. - Gerrardanthus portentosus Naudin ex Durieu - Gerrardanthus tomentosus Hook.f. - Gerrardanthus trimenii Cogn. - Gerrardanthus zenkeri Harms & Gilg ex Cogn. |

## Sinonimia
- Atheranthera